# اندیس زرین
زرین یک اندیس مصالح ساختمانی است که در حوالی شهر زرین استان یزد قرار دارد و مادهٔ معدنی موجود در آن، گرانیت است.  